# Schmalspurbahn Klockow–Pasewalk Ost
| Einer der beiden KKP-Lokkessel bei einer Revision durch einen Monteur von O&K, 1920 Die ehemalige KKP-Lok 1 (O&K 3009/1908), ab 1950 als 99 4612 bezeichnet, am 24. Juni 1960 in Klockow |                     |                                                                   |                                                     |
| |                     |                                                                   |                                                     |
| Kursbuchstrecke: | 125 k (1950)        |                                                                   |                                                     |
| Streckenlänge: | 16,0 km             |                                                                   |                                                     |
| Spurweite: | 750 mm (Schmalspur) |                                                                   |                                                     |
| |                     |                                                                   |                                                     |
| \| \| 0,0 \| Klockow (Kr Prenzlau) (Übergang zur Bahnstrecke Prenzlau–Klockow) \| 47 m \| \| \| \| \| \| \| \| 2,0 \| Schönfeld \| 57 m \| \| \| 4,9 \| Neuenfeld \| 78 m \| \| \| \| heutige Grenze Brandenburg / Mecklenburg-Vorpommern \| \| \| \| 6,9 \| Züsedom \| 82 m \| \| \| \| Landesstraße 322 nach Brüssow \| \| \| \| 8,9 \| Bröllin \| 62 m \| \| \| \| Bundesstraße 104 nach Löcknitz \| \| \| \| \| \| \| \| \| 16,0 \| Pasewalk Ost (Übergang zur Bahnstrecke Bützow–Szczecin) \| 18 m \| |                     |                                                                   |                                                     |
| Kopfbahnhof Streckenanfang (Strecke außer Betrieb) | 0,0                 | Klockow (Kr Prenzlau) (Übergang zur Bahnstrecke Prenzlau–Klockow) | 47 m                                                |
| |                     |                                                                   |                                                     |
| Bahnhof (Strecke außer Betrieb) | 2,0                 | Schönfeld                                                         | 57 m                                                |
| Bahnhof (Strecke außer Betrieb) | 4,9                 | Neuenfeld                                                         | 78 m                                                |
| Grenze (Strecke außer Betrieb) |                     | heutige Grenze Brandenburg / Mecklenburg-Vorpommern               | heutige Grenze Brandenburg / Mecklenburg-Vorpommern |
| Bahnhof (Strecke außer Betrieb) | 6,9                 | Züsedom                                                           | 82 m                                                |
| Bahnübergang (Strecke außer Betrieb) |                     | Landesstraße 322 nach Brüssow                                     | Landesstraße 322 nach Brüssow                       |
| Bahnhof (Strecke außer Betrieb) | 8,9                 | Bröllin                                                           | 62 m                                                |
| Bahnübergang (Strecke außer Betrieb) |                     | Bundesstraße 104 nach Löcknitz                                    | Bundesstraße 104 nach Löcknitz                      |
| |                     |                                                                   |                                                     |
| Kopfbahnhof Streckenende (Strecke außer Betrieb) | 16,0                | Pasewalk Ost (Übergang zur Bahnstrecke Bützow–Szczecin)           | 18 m                                                |

Die Schmalspurbahn Klockow–Pasewalk Ost (KKP) war eine 750 mm Schmalspurbahn in Brandenburg und Mecklenburg-Vorpommern. Die 16 km lange Strecke führte von Klockow nach Pasewalk Ost. Davon lagen ursprünglich 11 km mit allen Zwischenstationen in der preußischen Provinz Brandenburg und 5 km in der preußischen Provinz Pommern. Heute gehört mehr als die Hälfte der ehemaligen Trasse zum Landkreis Vorpommern-Greifswald in Mecklenburg-Vorpommern, der Rest zum Land Brandenburg.

## Geschichte
Zur Abfuhr von landwirtschaftlichen Produkten wünschte man sich in den 1890er Jahren einen Eisenbahnanschluss. Zahlreiche Gutsbesitzer wollten deshalb 1892 eine schmalspurige Pferdebahn von Klockow nach Pasewalk bauen. Die daraufhin gegründete Kleinbahn Klockow-Pasewalk GmbH (KKP) besaß ein Stammkapital von 120.000 Mark. Mithilfe von Altmaterial wurde eine Pferdebahn mit 700 mm Spurweite gebaut. Die zunächst noch für 1892 geplante Eröffnung konnte nicht umgesetzt werden, da es bei Pasewalk zu Streitigkeiten über den Trassenausbau kam. Eröffnet wurde die Strecke schließlich am 1. Juli 1893. Die Gesellschaft war aber keine Kleinbahn nach dem Gesetz über Kleinbahnen und Privatanschlußbahnen, daher wurde nur nichtöffentlicher Güterverkehr durchgeführt.
Bereits um 1900 wurde die Umspurung auf 750 mm Spurweite geplant; die in diesem Zusammenhang projektierte Verlängerung bis Prenzlau kam aber nicht zustande. 1908 wurde die bisherige GmbH in eine Zweckgemeinschaft umgewandelt, diese erhielt dann 1908 die Konzession für die Schmalspurbahn. Es wurden von Orenstein & Koppel zwei Dampflokomotiven beschafft, zugleich wurde im Sommer mit der Umspurung begonnen. Bereits ab dem 7. Oktober desselben Jahres wurde die Zuckerrübenernte mit der neuen Schmalspurbahn abgefahren, die polizeiliche Abnahme der Strecke erfolgte aber erst am 8. Juni 1909. Ab da wurde nun öffentlicher Güterverkehr durchgeführt. Am 31. März 1928 löste sich die Zweckgemeinschaft auf, es wurde wieder eine GmbH gegründet. Für den Verkehr standen 1939 zwei Dampflokomotiven und 80 Güterwagen zur Verfügung. 1913/14 beförderte sie 28.865 t Güter, 1935 23.819 t.
Erst in der Notzeit nach dem Zweiten Weltkrieg wurde ab 1. Februar 1948 auch die Personenbeförderung aufgenommen. Seit dem 1. November 1946 war die bisher ausschließlich im privaten Besitz befindliche Bahn infolge der Bodenreform Teil der Prenzlauer Kreisbahnen geworden; die Betriebsführung oblag nun dem Landesverkehrsamt Brandenburg, bis am 1. April 1949 die Deutsche Reichsbahn an seine Stelle trat. Im Jahre 1950 fuhren nur werktags zwei Zugpaare als Güterzug mit Personenbeförderung, die für die Strecke mehr als zwei Stunden benötigten. Anfang der 1960er Jahre musste die Höchstgeschwindigkeit aufgrund von Oberbauschäden auf 8 km/h begrenzt werden, am 6. Februar 1961 wurde der Abschnitt Klockow–Schönfeld gesperrt.
Der Personenverkehr wurde am 27. Mai 1961 und der Gesamtverkehr am 4. Oktober 1963 eingestellt.

## Strecke
Die Strecke begann in der Ortschaft Klockow, die heute zur Gemeinde Schönfeld im Landkreis Uckermark gehört. Dort bestand seit dem 1. November 1915 Anschluss an die von Prenzlau kommende – allerdings normalspurige – Strecke der Prenzlauer Kreisbahnen, der Übergangsverkehr war jedoch gering. Von Klockow führte die Strecke in nördlicher Richtung bis in die ehemalige Kreisstadt Pasewalk, wo die Strecke im Bahnhof Pasewalk Ost endete.

## Fahrzeuge
1909 wurden zwei dreiachsige Dampflokomotiven Nr. 1 und 2 (später DR 99 4612 und 99 4613) beschafft, die fast bis zur Stilllegung im Einsatz blieben. Außerdem gab es 55 vierachsige Güterwagen.